# 菊池清麿
菊池 清麿（きくち きよまろ、1960年 - ）は、日本の伝記作家、音楽メディア史研究家。日本政治思想史専攻。音楽では声楽を学び一時期、演奏家としても活動した。

## 来歴
岩手県宮古市出身。明治大学政治経済学部政治学科卒業、同大学大学院政治経済学研究科修了（修士）。学部時代は古賀政男の明治大学マンドリン倶楽部で音楽を、橋川文三に日本政治思想史を学ぶ。当初、橋川文三のゼミ（日本政治思想史）だったが、橋川死去のため後藤総一郎の第2ゼミとなる。大学院で後藤総一郎に柳田国男の思想を学び、柳田國男の農政学を中心に民俗学への思想研究をおこなった。
1994年から1998年2月まで、シオン短期大学兼任講師として日本思想史、歴史学概論を講義した。2006年から2014年度まで淑徳大学エクステンション講師。
藤山一郎、古関裕而、服部良一、古賀政男、中山晋平などの日本近代の大衆音楽偉人の評伝・伝記を執筆している。歴史書としては『日本流行歌変遷史』があり、歌謡曲の誕生からJ・ポップの到来までの歴史過程が記されている。2021年『宮澤賢治浅草オペラ・ジャズ・レヴューの時代』（論創社）を上梓。文芸評論にも作品の分野を広げる。『駿河台文芸』の同人誌で日本近代文学と流行歌をテーマに石川啄木、宮澤賢治、永井荷風と日本の近代流行歌を論じている。思想史の分野では『明治国家と柳田国男「地方」をめぐる「農」と「民俗」』を上梓、橋川文三、後藤総一郎の思想史としての柳田学を継承する。レコード歌謡と野球史をテーマに『日本プロ野球歌謡史』を上梓し国民的感動をもたらした歌と野球の時代相を描く。

## 著書
- 『藤山一郎　歌唱の精神』春秋社 1996
- 『さすらいのメロディー　鳥取春陽伝 日本流行歌史の一断面・演歌とジャズを駆け抜けた男』郁朋社 1998
- 『評伝古賀政男 青春よ永遠に』アテネ書房 2004
- 『国境の町 東海林太郎とその時代』北方新社 2006
- 『流行歌手たちの戦争』光人社 2007
- 『中山晋平伝 近代日本流行歌の父』郷土出版社 2007
- 『日本流行歌変遷史 歌謡曲の誕生からJ・ポップの時代へ』論創社 2008
- 『永遠の歌姫佐藤千夜子』東北出版企画 2008
- 『私の青空　二村定一　ジャズ・ソングと軽喜劇黄金時代』論創社　2012
- 『評伝古関裕而　国民音楽樹立への途』彩流社　2012
- 『流浪の作曲家　阿部武雄』東北出版企画　2012
- 『評伝服部良一　日本ジャズ＆ポップス史』彩流社　2013
- 『天才野球人田部武雄』彩流社　2013
- 『ツルレコード昭和流行歌物語』人間社／樹林舎　2015
- 『評伝古賀政男　日本マンドリン＆ギター史』彩流社　2015
- 『昭和演歌の歴史　その群像と時代』アルファベータブックス　2016
- 『昭和軍歌　軍国歌謡の歴史　歌と戦争の記憶』アルファベータブックス　2019
- 『新版評伝古関裕而　国民音楽への樹立』彩流社　2020
- 『宮澤賢治　浅草オペラ・ジャズ・レヴューの時代』論創社　２021
- 『明治国家と柳田国男 「地方」をめぐる「農」と「民俗」への探求』弦書房　2021
- 『日本プロ野球歌謡史―野球ソングスの時代】彩流社　2021
- 『増補新版評伝服部良一　日本ジャズ＆ポップス史』彩流社　20２3
- 『【増補新版】近代日本流行歌の父　中山晋平伝』アルファベータブックス　２０２５

研究論文
- 「柳田国男の産業組合思想（1）」（『明治大学大学院政治経済学研究紀要』第28集、1991年、2月）
- 「柳田国男の産業組合思想（2）」（『明治大学大学院政治経済学研究紀要』第29集、1992年、2月）
- 『「明治国家の政治支配と産業組合」（『明治大学大学院政治経済学研究紀要』第三十集、1993年、2月）
- 「明治思想史の一断章-明治近代主義と柳田国男･民俗への志向」（『シオン短期大学研究紀要』第34号、1994年、12月）
- 「柳田国男と労働運動序説」（『初期社会主義研究』第8号、1995年）
- 「流行歌に見る昭和モダニズムの精神風景」（『シオン短期大学研究紀要』第36号、1996年、12月）
- 「民権演歌の思想構造」（『創造』第26号、1997年、3月）
- 「近代日本と流行歌における一考察」『シオン短期大学研究紀要』第37号、1997年、12月）
- 「昭和ＳＰレコード歌謡産業発達史－黎明期における一考察」（『メディア史研究』第14号、2003年、5月）
- 「近代日本と古賀メロディーの心情」（『メディア史研究』第16号、2004年、4月）
- 「近代日本思想史研究と柳田国男」（『駿河台文芸』４０号、2021年、５月）
- 「宮澤賢治『セロ弾きのゴーシュ』―日本近代音楽史の一断面」（『賢治学＋』（【第２集】、２０２２年、６月）
- 「柳田国男ー『明治大正史　世相篇》の思想的意味」（『駿河台文芸』４６号。２０２３年、７月）